# Ceratalictus clonius
Ceratalictus clonius är en biart som först beskrevs av Brethes 1909.  Ceratalictus clonius ingår i släktet Ceratalictus och familjen vägbin. Inga underarter finns listade i Catalogue of Life.